# Kunst im öffentlichen Raum Berlin-Gesundbrunnen
Die Liste gibt einen Überblick über die Kunst im öffentlichen Raum im Ortsteil Berlin-Gesundbrunnen. Sie umfasst frei stehende Plastiken, Wandbilder, Wandreliefs und Brunnen (ohne Wasserpumpen – siehe hier Liste Straßenbrunnen in Mitte).

## Frei stehende Plastiken / Stelen
| Foto                                        | Name                                   | Material | Entstehungsjahr | Künstler                                  | PLZ   | Standort Zusatzinformation |
| ------------------------------------------- | -------------------------------------- | --- | --------------- | ----------------------------------------- | ----- | --- |
| Gedenkstein Partnerstadt Bottrop            | Gedenkstein Partnerstadt Bottrop       | Stein mit Stadtwappen von Bottrop (Partnerstadt des Altbezirks Wedding)                                                                                   |                 |                                           | 13347 | nördlich der Schönwalder Str. am Ufer der Panke                                                                                                 |
| Alessandro Carlini Grüne Menschen           | Grüne Menschen                         | Metallgitter | 1985            | Alessandro Carlini (1943–2013)            | 13347 | Neue Hochstraße 5 |
| Heinz Galinski                              | Heinz Galinski                         | Bronzebüste | 1987            | Mirko Donst                               | 13347 | Heinz-Galinski-Straße 1, am Eingang des Jüdischen Krankenhauses hinter dem Pförtnerhäuschen                                                     |
| Schmetterlingsfänger                        | Schmetterlingsfänger                   | bunte Stahlskulptur auf 4 Stelen 2 m hohe Schmetterlingsfänger                                                                                            | 1994            | Anna Bogouchevskaia (geb. 1966)           | 13347 | Schönwalder Straße 27, Grünanlage südlich der Schönwalder Straßenbrücke über die Panke                                                          |
| Wiedervereinigungsdenkmal                   | Wiedervereinigungsdenkmal              | Figuren aus Muschelkalkstein | 1962            | Hildegard Leest (1903–1970)               | 13353 | Ecke Liesenstr. / Chausseestr. in der Grünanlage                                                                                                |
| Kunstwerk von Paul Pfarr                    | Brunnenpavillon                        | Metallinstallation, Blei | 1985            | Paul Pfarr (1938–2020)                    | 13355 | Verbindungsweg Brunnenstraße zur Putbusser Straße, Brunnenstraße 80–83                                                                          |
| Ernst-Reuter-Büste                          | Büste Ernst Reuter                     | Bronze, Veränderte Fassung einer 1955 für die Landeszentralbank Berlin in der Charlottenburger Leibnizstraße geschaffenen Porträtbüste Reuters aus Marmor | 1956            | Harald Haacke (1924–2004)                 | 13355 | vor Theodor-Heuss-Weg 13 in der Grünanlage |
| Gedenkstein den Opfern der Mauer            | Gedenkstein den Opfern der Mauer       | Findling mit Platte | 1982            | Bezirksamt Wedding                        | 13355 | Swinemünder Straße 25/Bernauer Straße |
|                                             | Jonglierender Seehund                  | Bronze |                 | unbekannt                                 | 13355 | ursprünglich als Brunnen angelegt Zirkusmotive als Mosaike am Boden Ramlerstraße 9/10 vor der Heinrich-Seidel-Grundschule und Kita Ramlerstraße |
| Metallsäulen                                | Metallsäulen                           | Metallsäule |                 | Unbekannt                                 | 13355 | Brunnenstraße 95/96 auf dem Hof wahrscheinlich in den 2010er Jahren abgebaut                                                                    |
| Riesenschrippe 2020                         | Riesenschrippe                         | Sandstein | 2007            | Michael Spengler                          | 13355 | Ackerstraße vor ehemaligen Standort Schrippenkirche                                                                                             |
|                                             | Schrippenkirche                        | Metall | 2005            | Michael Spengler                          | 13355 | Ackerstraße 137 |
| Vineta – die versunkene Stadt               | Vineta – Versunkene Stadt              | Ziegelstein | 1982            | Frank Oehring (geb. 1939)                 | 13355 | Innenhof Wohnanlage Wolliner Str. 34–37 |
| Putten Wrba Wolliner Straße                 | Vier Evangelisten                      | Bronze | 1906            | Georg Wrba (1872–1939)                    | 13355 | Vier Statuen der Evangelisten Standort Wolliner Straße 31–37                                                                                    |
| Die grünen Menschen – 2019                  | Vogelskulpturen und Menschenskulpturen | Metallgitter | 1985            | Allessandro Carlini und Erdmute Carlini   | 13355 | Verkehrsinsel Gleim-Oase |
|                                             | balzender Truthahn                     | Bronze |                 |                                           | 13359 | Steegerstraße 14 |
|                                             | Billy mit der dicken Nase              | Holz | 2004            | Roman Ballouk                             | 13359 | Grüntaler Straße 77a |
|                                             | Anaconda                               | Holz | 2004            | Katrina Scheel                            | 13359 | Grüntaler Straße 77a |
|                                             | Erdkugel mit Parabelform               | Bronze | 1963            | Hans-Joachim Roszinski                    | 13347 | Iranische Straße 4 |
|                                             | Kauernde sich aufrichtend              | Metall | 2017            | Hans Joachim Albrecht                     | 13355 | Bernauer Straße 117 |
| Fußball                                     | Fußball                                | Bronze | 1978            | Michael Schoenholtz (1937–2019)           | 13357 | Bellermannstr. 64 |
| Fußballspieler von Michael Schoenholtz 1978 | Fußballspieler                         | Bronze | 1978            | Michael Schoenholtz (1937–2019)           | 13357 | vor den Häusern Behmstr. 38–40 auf der Rasenfläche                                                                                              |
| Gedenkstein Alexander von Humboldt          | Gedenkstein Alexander von Humboldt     | Muschelkalkstein |                 | Karl Wenke (1911–1971)                    | 13357 | in der Mitte des Volksparkes Humboldthain, nordwestlich der Evangelischen Kindertagesstätte am Humboldthain                                     |
| Gedenkstein der Straßenkampfopfer 1929      | Gedenkstein der Straßenkampfopfer 1929 | Findling mit Platte; großer Findling mit Inschrift zur Erinnerung an die Straßenkämpfe 1929 um die Kösliner Straße mit 19 Toten und 250 Verletzten.       | 2004            |                                           | 13357 | aufgestellt ca. 2004 Walter-Röber-Brücke an der Ecke Wiesenstraße/Uferstraße                                                                    |
| Jagende Nymphe                              | Jagende Nymphe                         | Bronze | 1953            | Walter Schott (1861–1938)                 | 13357 | aufgestellt Pariser Platz 1929, erneute Aufstellung 1953 im Rosengarten im Humboldthain, manchmal auch als Diana mit den Hunden bezeichnet      |
| Kriegerdenkmal                              | Kriegerdenkmal                         | Gedenksäule aus Sandstein auf Granitsockel | 1872/1929       | Pfaffenberg                               | 13357 | Gedenksäule der Toten der Kriege 1864, 1866, 1870/71, des 1. und 2. Weltkriegs Ecke Pankstraße/Badstraße, neben der St.-Paulskirche             |
|                                             | Mahnmal der Einheit Deutschlands       | Aluminium | 1967            | Arnold Schatz                             | 13357 | Humboldthöhe auf dem Flakbunker im Humboldthain                                                                                                 |
| \| \|                                       | Mädchen mit Buch                       | Bronze | 1958            | Ursula Hanke-Förster                      | 13357 | Eingang der Bibliothek am Luisenbad |
| Sternenkuppel – 2019                        | Sternenkuppel                          | Beton und Mosaik | 1963            | Gerhard Schultze-Seehof (1919–1976)       | 13357 | Mosaik zerstört und durch Holzabdeckung ersetzt                                                                                                 |
| Harald-Juhnke-Gedenkstein                   | Harald-Juhnke-Gedenkstein              | Stein mit Tafelinschrift | 2006            | Eike Stielow, Joachim Brunken             | 13359 | auf der Verkehrsinsel Ecke Fordoner Str./ Zechliner Str.                                                                                        |
| Panketor                                    | Panketor                               | Granit und Eisen, auch „Gespaltenes Tor“ genannt | 1991            | Volker Bartsch                            | 13357 | Osloer Straße 102, vor der Bildhauerwerkstatt des Kulturwerks des BBK                                                                           |
| Phantom der Lichtburg                       | Phantom der Lichtburg                  | Öl auf Metall | 2003            | Benita Braun-Feldweg und Matthias Muffert | 13357 | Behmstraße 11 |
| Skulptur zum Durchschreiten                 | Skulptur zum Durchschreiten            | Metallskulptur Edelstahl, 7 m hoch | 1967            | Barna von Sartory                         | 13359 | Ecke Tromsöer Straße/Schwedenstraße auf kleiner Grünfläche am Bürgeramt                                                                         |
| Metallsäulen                                |                                        | |                 |                                           |       | |

## Wandbilder
| Foto                       | Name                              | Material und Entstehungsjahr | Künstler                                | Standort                                                            |
| -------------------------- | --------------------------------- | ---------------------------- | --------------------------------------- | ------------------------------------------------------------------- |
|                            | Gewachsen auf Beton               | Graffiti 2013                |                                         | Badstraße 53                                                        |
|                            | Titel unbekannt                   | 2017                         | Superbadboys                            | Hochstraße 46                                                       |
|                            | „Wandbild“                        | Wandmalerei 2006             | Marlene Jachmann                        | Prinzenallee 60 Im Jahr 2023 durch Neubau Prinzenallee 62 verdeckt. |
|                            | Lifetime (Studierende)            | Wandbild November 2020       | Künstlertrio innerfields                | Innenhof Nordbahnstraße 12–14                                       |
|                            | Absent                            | Wandbild 2022                | Künstlertrio innerfields                | Wiesenstraße 44                                                     |
| 2021                       | zwei hyperrealistische Wandbilder | Graffiti 2013                | Frank Beutel                            | Durchgang Demminer Straße zur Ruppiner Straße                       |
| 2021                       | Fliesenbild                       | Fliesen 2013                 | Schüler der Heinrich-Seidel-Grundschule | Durchgang Stralsunder Straße 1–5                                    |
| Stralsunder Kapitän – 2019 | Stralsunder Kapitän               | Graffiti 2018                | Stereoheat                              | Stralsunder Straße 33                                               |
| 2021                       | Urlaubsmotive                     | Graffiti 2017                | Steven Karlstedt                        | Treppenzugänge Bahnsteige des Bahnhofs Gesundbrunnen                |

## Wandreliefs
|                   | Name              | Entstehungsjahr | Künstler | Standort                                                       |
| ----------------- | ----------------- | --------------- | -------- | -------------------------------------------------------------- |
| Tiere und Weltall | Tiere und Weltall | Mosaik 2016     | TAAG     | Spielplatz im Innenhof der Wohnanlage Swinemünder Straße 40–42 |

## Brunnen
|                        | Name            | Entstehungsjahr | Künstler             | Standort                                     |
| ---------------------- | --------------- | --------------- | -------------------- | -------------------------------------------- |
|                        | Brunnella       | Bronze 1967     | Paul Pfarr           | Brunnenstraße 74 Namensgebung am 5. Mai 2013 |
|                        | Brunno          | Marmor 1981     | Paul Brandenburg     | Brunnenstraße 64 Namensgebung am 5. Mai 2013 |
| Biberbrunnen 2019      | Biberbrunnen    | Kalkstein       | Max Rose             | Rosengarten im Humboldthain                  |
| Nilpferdbrunnen – 2021 | Nilpferdbrunnen | Sandstein       | Hans-Peter Flechtner | Schmuckbrunnen am Vinetaplatz 1983           |